# Arquebisbat de León
León — Arquidiócesis de León (castellà), Archidioecesis Leonensis (llatí) — és una seu metropolitana de l'Església catòlica a Mèxic que pertany a la regió eclesiàstica Bajío. Al 2013 tenia 2.437.253 batejats sobre una població de 2.910.390 habitants. Està regida per l'arquebisbe Alfonso Cortés Contreras.

## Territori
L'arxidiòcesi comprèn 9 municipis de l'estat de Guanajuato: Manuel Doblado, Guanajuato, León, Ocampo, Purísima del Rincón, Romita, San Felipe, San Francisco del Rincón i Silao. La seu arxiepiscopal és a la ciutat de León, on hi ha la catedral de la Maria Santíssima de la Llum. El territori s'estén sobre 8.110 km², i està dividit en 123 parròquies, reagrupades en 17 deganats que integren 6 zones pastorals. La província eclesiàstica, instituïda el 1891, comprèn les següents circumscripcions eclesiàstiques:
- el bisbat de Celaya,
- el bisbat de Querétaro
- el bisbat d'Irapuato,
- el bisbat de Querétaro

## Història
La bisbat de León va erigir-se el 26 de gener de 1863 mitjançant la butlla Gravissimum sollicitudinis del papa Pius IX, amb territori pres del bisbat de Michoacán (avui arquebisbat de Morelia), que contextualment va ser elevada al rang d'arxidiòcesi metropolitana. La seu León originàriament era sufragània de la diòcesi mare.
El 13 d'octubre de 1973 cedí una porció del seu territori a benefici de l'erecció del bisbat del bisbat de Celaya.
El 5 de novembre de 1988 passà de la província eclesiàstica de l'arquebisbat de Morelia a la de l'arquebisbat de San Luis Potosí.
El 3 de gener de 2004 cedí una nova porció del seu territori a benefici de l'erecció del bisbat d'Irapuato.
El 25 de novembre de 2006 mitjançant la butlla Mexicani populi del papa Benet XVI la diòcesi va ser elevada al rang d'arxidiòcesi metropolitana, sent-li assignades com a sufragànies les diòcesis de Celaya, d'Irapuato i de Querétaro.

## Episcopologi
- José María de Jesús Diez de Sollano y Dávalos † (19 de març de 1863 - 7 de juny de 1881 mort)
- Tomás Barón y Morales † (25 de setembre de 1882 - 13 de gener de 1898 mort)
- Santiago de los Santos Garza Zambrano † (3 de febrer de 1898 - 25 de febrer de 1900 nomenat arquebisbe de Linares o Nueva León)
- Leopoldo Ruiz y Flóres † (12 de novembre de 1900 - 14 de setembre de 1907 nomenat arquebisbe de Linares o Nueva León)
- José Mora y del Río † (15 de setembre de 1907 - 27 de novembre de 1908 nomenat arquebisbe de arquebisbat de Mèxic)
- Emeterio Valverde y Télles † (7 d'agost de 1909 - 28 de desembre de 1948 mort)
- Manuel Martín del Campo Padilla † (26 de desembre de 1948 - 10 de juny de 1965 nomenat arquebisbe coadjutor de Morelia)
- Anselmo Zarza Bernal † (13 de gener de 1966 - 4 de gener de 1992 jubilat)
- Rafael García González † (4 de gener de 1992 - 8 de novembre de 1994 mort)
- José Guadalupe Martín Rábago (23 d'agost de 1995 - 22 de desembre de 2012 jubilat)
- Alfonso Cortés Contreras, des del 22 de desembre de 2012

## Demografia
A finals del 2013, la diòcesi tenia 2.437.253 batejats sobre una població de 2.910.390 persones, equivalent al 83,7% del total.
| Any  | Població  | Població  | Població | Sacerdots | Sacerdots       | Sacerdots       | Sacerdots             | Diaques | Religiosos | Religiosos | Parròquies |
| ---- | --------- | --------- | -------- | --------- | --------------- | --------------- | --------------------- | ------- | ---------- | ---------- | ---------- |
| Any  | Batejats  | Total     | %        | Total     | Clergat secular | Clergat regular | Batejats per sacerdot | Diaques | Homes      | Dones      |            |
| 1948 | 570.400   | 575.000   | 99,2     | 221       | 185             | 36              | 2.580                 |         | 57         | 562        | 50         |
| 1966 | 999.000   | 110.642   | 902,9    | 357       | 274             | 83              | 2.798                 |         | 146        | 1.100      | 37         |
| 1970 | 1.195.478 | 1.206.435 | 99,1     | 367       | 266             | 101             | 3.257                 |         | 132        | 1.532      | 43         |
| 1976 | 999.764   | 1.004.236 | 99,6     | 303       | 209             | 94              | 3.299                 |         | 163        | 1.042      | 55         |
| 1980 | 1.117.931 | 1.127.395 | 99,2     | 319       | 205             | 114             | 3.504                 |         | 313        | 1.025      | 62         |
| 1990 | 2.675.000 | 2.745.000 | 97,4     | 318       | 215             | 103             | 8.411                 |         | 171        | 1.018      | 82         |
| 1999 | 2.939.168 | 3.090.000 | 95,1     | 376       | 239             | 137             | 7.816                 |         | 279        | 480        | 110        |
| 2000 | 3.058.967 | 3.199.204 | 95,6     | 409       | 252             | 157             | 7.479                 |         | 194        | 1.102      | 113        |
| 2001 | 3.364.864 | 3.519.124 | 95,6     | 389       | 252             | 137             | 8.650                 |         | 145        | 1.528      | 115        |
| 2002 | 3.081.802 | 3.210.211 | 96,0     | 389       | 252             | 137             | 7.922                 | 4       | 145        | 1.443      | 119        |
| 2003 | 3.356.804 | 3.885.116 | 86,4     | 426       | 245             | 181             | 7.879                 | 4       | 189        | 1.459      | 119        |
| 2004 | 3.416.000 | 3.795.967 | 90,0     | 388       | 226             | 162             | 8.804                 |         | 170        | 1.326      | 98         |
| 2013 | 2.437.253 | 2.910.390 | 83,7     | 348       | 230             | 118             | 7.003                 | 12      | 197        | 665        | 123        |